# Panafrikanske parlament
Det Panafrikanske parlament er en institution inden for den Afrikanske Union. Det er et rådgivende organ, der over tid, muligvis kan få lovgivningsmæssige beføjelser. 
Parlamentet holdt sit første møde i marts 2004. Det har i dag 265 medlemmer fra alle 53 medlemsstater i Afrikanske Union. Parlamentet har sit sæde i Johannesburg i Sydafrika . Den har sit hovedkontor i Johannesburg, Sydafrika.